# Louis Baillon
Louis Charles Baillon, född 5 augusti 1881 i Fox Bay på Falklandsöarna, död 2 september 1965 i Brixworth i Northamptonshire i Storbritannien, var en landhockeyspelare från Falklandsöarna. Han var med i det engelska landhockeylandslaget när de tog guld i olympiska sommarspelen 1908. Detta gör honom till den första och enda personen från Falklandsöarna att ta guld i olympiska spelen.

## Biografi
Louis Baillon var det andra av fem barn som hade fötts på Falklandsöarna. Han hade flyttat till Northampton där han gifte sig år 1910. Han hade fått fem barn varav två hade dött under Slaget om Storbritannien. Baillon var också en utmärkt sportsman och hade förutom landhockey också spelat fotboll och tennis.